# Nördsjön (Sävars socken, Västerbotten)
Nördsjön är en sjö i Umeå kommun i Västerbotten och ingår i Sävaråns huvudavrinningsområde. Sjön har en area på 0,0903 kvadratkilometer och ligger 150 meter över havet.

## Delavrinningsområde
Nördsjön ingår i det delavrinningsområde (712974-171866) som SMHI kallar för Mynnar i Risgravan. Medelhöjden är 179 meter över havet och ytan är 3,32 kvadratkilometer. Det finns inga avrinningsområden uppströms utan avrinningsområdet är högsta punkten. Vattendraget som avvattnar avrinningsområdet har biflödesordning 4, vilket innebär att vattnet flödar genom totalt 4 vattendrag innan det når havet efter 55 kilometer. Avrinningsområdet består mestadels av skog (88 procent). Avrinningsområdet har 0,14 kvadratkilometer vattenytor vilket ger det en sjöprocent på 4,1 procent.